# ATP Challenger Timișoara
Das ATP Challenger Timișoara (offizieller Name: BRD Timișoara Challenger) war ein Tennisturnier, das zwischen 2004 und 2013, mit einer Unterbrechung von 2009 bis 2011, in Timișoara stattfand. Es war Teil der ATP Challenger Tour und wurde im Freien auf Sandplatz ausgetragen. Rekordsieger im Einzel mit zwei Titeln ist der Rumäne Victor Hănescu. Im Doppel haben alle Turniersieger bisher erst einmal gewinnen können.

## Siegerliste

### Einzel
| Jahr                         | Sieger                 | Finalgegner             | Ergebnis      |
| ---------------------------- | ---------------------- | ----------------------- | ------------- |
| 2013                         | Andreas Haider-Maurer  | Rubén Ramírez Hidalgo   | 6:4, 3:6, 6:4 |
| 2012                         | Victor Hănescu (2)     | Guillaume Rufin         | 6:0, 6:3      |
| 2009–2011: nicht ausgetragen |                        |                         |               |
| 2008                         | Daniel Brands          | Daniel Muñoz de la Nava | 6:4, 7:60     |
| 2007                         | Victor Hănescu (1)     | Santiago Ventura        | 7:62, 6:3     |
| 2006                         | Nicolas Devilder       | Pablo Santos González   | 7:65, 6:2     |
| 2005                         | Jean-Christophe Faurel | Jakub Herm-Záhlava      | 6:3, 7:5      |
| 2004                         | Marc Gicquel           | Oliver Marach           | 6:3, 6:1      |

### Doppel
| Jahr                         | Sieger                                        | Finalgegner                        | Ergebnis          |
| ---------------------------- | --------------------------------------------- | ---------------------------------- | ----------------- |
| 2013                         | Jonathan Eysseric Nicolas Renavand            | Ilija Vučić Miljan Zekić           | 6:76, 6:2, [10:7] |
| 2012                         | Goran Tošić Denis Zivkovic                    | Andrei Dăescu Florin Mergea        | 6:2, 7:5          |
| 2009–2011: nicht ausgetragen |                                               |                                    |                   |
| 2008                         | Daniel Muñoz de la Nava Rubén Ramírez Hidalgo | Adrian Cruciat Florin Mergea       | 3:6, 6:4, [11:9]  |
| 2007                         | Marcel Granollers Santiago Ventura            | Lazar Magdinčev Predrag Rusevski   | 6:1, 6:4          |
| 2006                         | Victor Crivoi Victor Ioniță                   | Ervin Eleskovic Michael Ryderstedt | 6:3, 6:4          |
| 2005                         | Ionuț Moldovan Gabriel Moraru                 | Ilja Kuschew Radoslaw Lukaew       | 6:2, 6:0          |
| 2004                         | Florin Mergea Horia Tecău                     | Marius Călugăru Ciprian Porumb     | 6:3, 6:3          |